# Ricardo Cabanas
Ricardo Cabanas-Rey (Zürich, 1979. január 17. –) svájci válogatott labdarúgó, középpályás.

## Pályafutása

### Klubcsapatokban
Pályafutása nagy részét a Grasshopper Club Zürich csapatánál töltötte. Egy szezonon keresztül (2006–07) a német 1. FC Köln együttesét erősítette. Labdarúgó pályafutását 2012-ben fejezte be.

### Válogatottban
A svájci válogatottban 2000. és 2008. között 51 alkalommal lépett pályára és 4 gólt szerzett.
A nemzeti csapat tagjaként részt vett a 2004-es és a 2008-as Európa-bajnokságon illetve a  2006-os világbajnokságon.

## Külső hivatkozások
- Ricardo Cabanas Archiválva 2012. október 25-i dátummal a Wayback Machine-ben – FIFA.com
- Ricardo Cabanas – a National-football-teams.com honlapján